# Orleansrenette

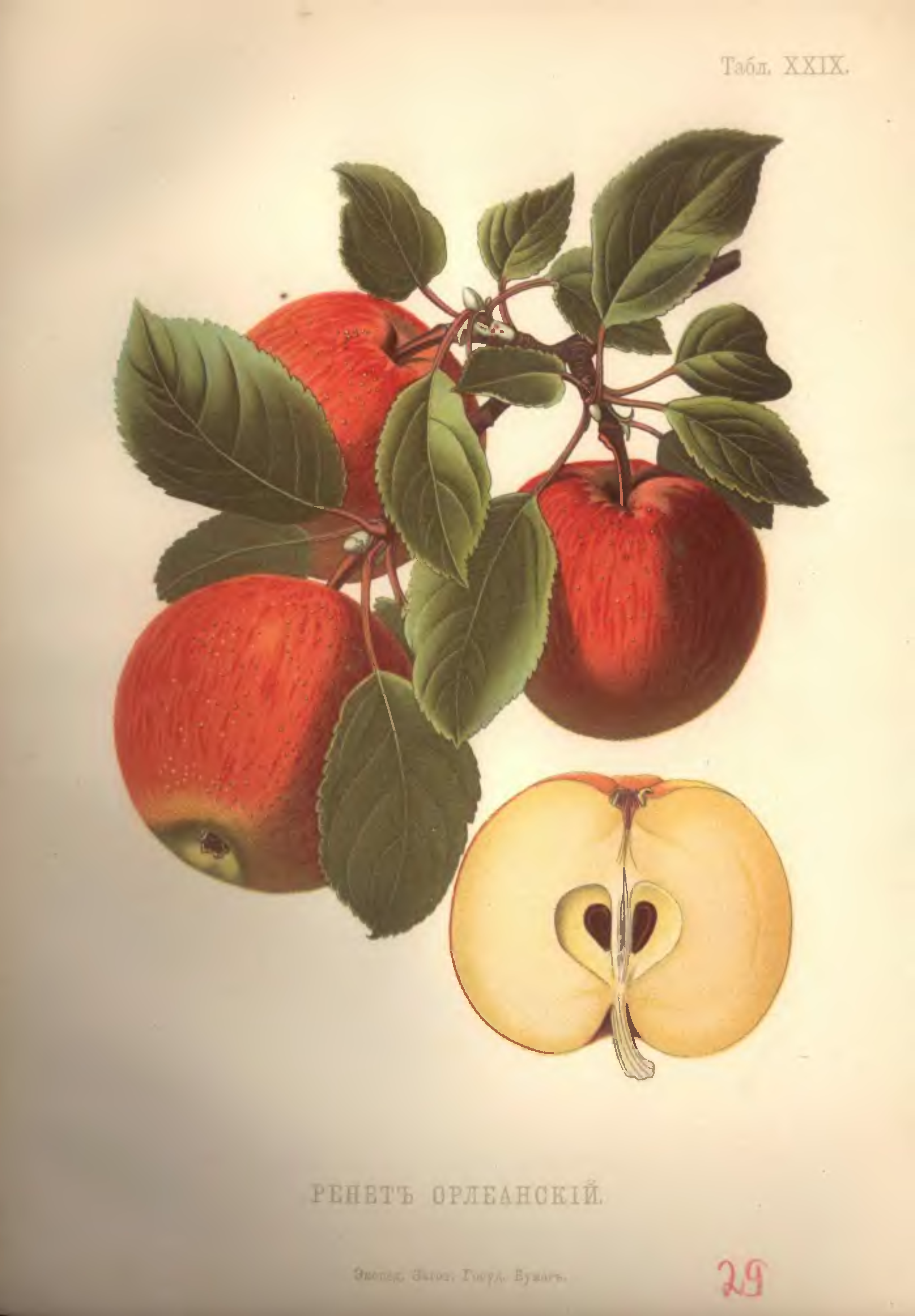

Die Orleansrenette ist eine Sorte des Kulturapfels (Malus domestica). Synonyme sind Reinette von Orleans, Neujorker Renette, Triumphreinette, Reinette d'Orleans (nach André Leroy) und Pepping von Holland.
Die Orleansrenette ist, obwohl früher in Deutschland weiter verbreitet, vermutlich französischer Herkunft. Auch in Belgien (in der Provinz Brabant) war sie häufiger anzutreffen.
Die Apfelsorte war in ganz Deutschland verbreitet, ist jedoch heute sehr selten geworden. Etliche Angaben aus Sortensammlungen haben sich neuerdings als falsch erwiesen. Nach Erkenntnissen des LOGL (Eckhard Fritz) hat die Sorte nichts mit der Stadt Orleans zu tun (sonst müsste sie Orleans Renette heißen), sondern der Name kommt von der Farbe Annatto.

## Früchte
Die Sorte ist ein wohlschmeckender  Tafel- und Wirtschaftsapfel.
Die mittelgroßen, rundlichen und regelmäßigen Früchte des Winterapfels sind von November bis Februar genussreif. Ihre Schale ist grüngelb bis goldgelb und auf der Sonnenseite mit einem unterschiedlich starken, karminroten Überzug versehen. Der Überzug ist schwach gestreift. Charakteristisch sind die braunroten, von einem gelben Hof umgebenen und zahlreichen Schalenpunkte (Lentizellen). Die Frucht hat keinen besonderen Geruch.
Das Fruchtfleisch ist nicht zu fest, saftig, mit etwas Zitronat-Geschmack und süß.

## Baum
Die Sorte wächst in der Jugend stärker und bildet einen schönen Hochstamm. Im Alter wird der breit-pyramidenförmige Baum nicht allzu groß, ist jedoch ertragreich.

## Anfälligkeiten
Das Laub der Sorte ist anfällig für Mehltau. Insgesamt ist die Sorte sehr anfällig für  Schorf, die Apfelblutlaus, Blattläuse und Obstmaden.

## Besonderheiten
Die Sorte ist nicht identisch mit der amerikanischen Sorte 'Orleans'.